# Jorge Zermeño Infante
Jorge Zermeño Infante (Ciudad de México; 23 de enero de 1949) es un abogado y político mexicano miembro del Partido Acción Nacional (PAN).

## Biografía
Jorge Zermeño es abogado egresado de la Universidad Iberoamericana, es miembro del PAN desde 1968 y ha ocupado diferentes cargos en el Comité Ejecutivo Nacional del Partido.
Nació en la Ciudad de México el 23 de enero de 1949, reubicándose desde muy joven en Torreón, Coah. 
Fue diputado a la LV Legislatura de 1991 a 1994, presidente municipal de Torreón de 1997 a 1999 y senador por Coahuila desde 2000 al 2005.
En las elecciones estatales de 2005, fue candidato de su partido a gobernador de Coahuila.  
En 2006 fue elegido diputado federal a la LX Legislatura. Estuvo acreditado como embajador de México en España de 2007 a 2011.
Desempeñó el cargo de Presidente de la Cámara de Diputados de agosto del 2006 a junio de 2007; encargado de la toma de protesta del Presidente Felipe Calderón Hinojosa en 2006.
En 2015 compitió por el cargo de diputado federal por el Distrito VI de Coahuila para la LXIII Legislatura del Congreso de la Unión, Fue derrotado en las elecciones.
En 2016 fue Coordinador de Campaña en la Laguna de Durango de José Rosas Aispuro, gobernador electo del Estado de Durango.
En 2017 con más de 133 mil votos a favor gana la elección por alcaldía de Torreón y el 31 de diciembre rinde protesta como alcalde de Torreón, para entrar en funciones desde el 1 de enero de 2018.
Con más de 145 mil votos, es reelegido alcalde en las elecciones del 2018, función que desempeñó hasta 2021.